# Operacja Norwooda

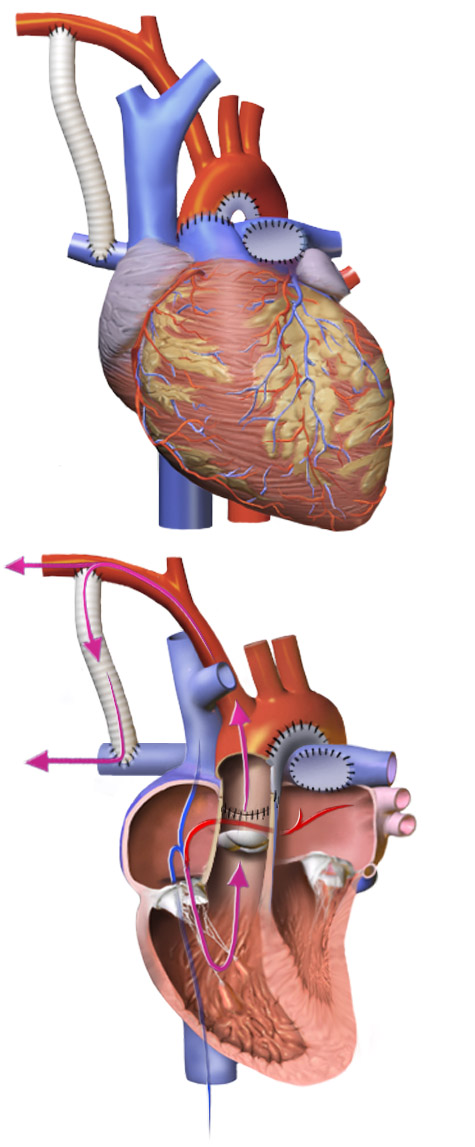
Operacja Norwooda

Operacja Norwooda, procedura Norwooda – kardiochirurgiczny zabieg operacyjny serca, który został opracowany i po raz pierwszy pomyślnie przeprowadzony przez zespół amerykańskiego kardiochirurga dziecięcego Williama Norwooda jr.. Ten zabieg jest zwykle wykonywany w przypadku leczenia zespołu niedorozwoju lewej części serca, atrezji zastawki dwudzielnej lub innych wad serca o typie pojedynczej komory.
Największym zagrożeniem w wymienionych wadach jest to, że serce nie pompuje odpowiedniej ilości krwi do krążenia dużego, tj. nie rozprowadza krwi po całym organizmie. Celem operacji Norwooda jest połączenie pojedynczej komory serca z krążeniem dużym. Aby to osiągnąć, wstrzymuje się przepływ krwi do płuc i formuje alternatywną drogę dopływu krwi do tego organu.
Operacja Norwooda należy do skomplikowanych i można przeprowadzać ją różnie w zależności od rozpoznania oraz ogólnego stanu serca. Polega na oddzieleniu pnia płucnego od lewej i prawej tętnicy płucnej i połączeniu go z częścią aorty. Często konieczne jest poszerzenie aorty wstępującej i łuku aortą, do czego wykorzystuje się tkanki pacjenta lub odpowiednie tkanki homogenne. Dzięki temu mieszanka krwi utlenowanej i odtlenowanej jest pompowana do ciała przez zastawkę pnia płucnego.
Aby zapewnić dopływ krwi do płuc po oddzieleniu tętnic płucnych od serca, stosuje się jedną z metod:
- Zmodyfikowane zespolenie systemowo-płucne typu Blalock-Taussig – tętnicę podobojczykową łączy się z tętnicą płucną za pomocą plastikowego przewodu wykonanego z Gore-Texu. W tym przypadku krew wypływa z pojedynczej komory przez zastawkę pnia płucnego do przebudowanej aorty, tętnicy podobojczykowej i, poprzez wstawiony przewód, do płuc. Stosuje się różne odmiany tej metody w zależności od miejsca zespolenia z krążeniem dużym. Poza tętnicą podobojczykową może to być np. aorta[2].
- Zespolenie Sano pomiędzy pojedynczą komorą a tętnicą płucną – wycina się otwór w ścianie pojedynczej komory, skąd prowadzi się przewód wykonany z Gore-Texu łączący komorę z tętnicą płucną. Różnica pomiędzy dwiema metodami jest taka, że w tym przypadku przepływ krwi jest bardziej pulsacyjny niż w zespoleniu typu Blalock-Taussig[2][3].

Operacja Norwooda (zamiana funkcji czynnościowych komory prawej z niewykształconą komorą lewą) jest pierwszym z trzech etapów operacji rekonstrukcyjnych serca, pozostałe etapy to operacja hemi-Fontana i Fontana.